# 高村泰夫
高村泰夫（たかむら やすお、1967年7月7日 - ）は日本の大蔵・財務官僚。

## 経歴
愛媛県出身。東京大学法学部在学中に国家公務員一種試験（法律）に合格。東大法学部卒業。
1990年 大蔵省入省。主計局総務課配属。直属の上司に主計官（総務課）である杉井孝らがいた。1991年5月 主計局調査課兼主計局主計企画官（財政計画担当）付。1996年7月 岸和田税務署長。
その後は財務省主計局主計官補佐（農林水産第三係主査）、主計局主計官補佐（農林水産第一係主査）、大臣官房総合政策課長補佐、大臣官房秘書課財務官室長などを務める。
2013年7月8日 主計局主計官（農林水産担当）。2016年6月 国際局調査課長。2017年7月 国際局地域協力課長。
2018年7月 アジア開発銀行予算・人事・経営システム局長（マニラ）。2021年7月26日 内閣官房内閣審議官（国家安全保障局）。
2024年7月5日 関税局長兼税関研修所長。2025年7月1日、内閣審議官（内閣官房副長官補付）兼内閣官房TPP等政府対策本部国内調整統括官兼内閣官房海外ビジネス投資支援室長兼内閣官房アジア・ゼロエミッション共同体（AZEC）推進室次長兼内閣官房米国の関税措置に関する総合対策本部事務局次長。

## 年譜
- 1990年4月：大蔵省入省。主計局総務課配属。
- 1991年5月：主計局調査課 兼 主計局主計企画官（財政計画担当）付[5]
- 1995年7月：国際金融局国際機構課通貨基金係長[8][3]
- 1996年7月：岸和田税務署長
- 1997年6月：証券局総務課長補佐
- 1998年6月：アフリカ開発銀行（アビジャン）
- 2001年7月：財務省主計局主計官補佐（農林水産第三係主査）
- 2003年7月：主計局主計官補佐（農林水産第一係主査）
- 2005年7月：大臣官房総合政策課長補佐
- 2006年7月：大臣官房総合政策課長補佐 兼 大臣官房総合政策課経済分析室長
- 2007年7月：大臣官房総合政策課長補佐 兼 大臣官房総合政策課企画室長 兼 財務総合政策研究所研究部財政経済計量分析調整官
- 2008年7月10日：大臣官房秘書課財務官室長
- 2009年7月10日：国際復興開発銀行日本代表理事代理（ワシントン）
- 2013年7月8日：主計局主計官（農林水産担当）
- 2016年6月：国際局調査課長
- 2017年7月：国際局地域協力課長
- 2018年7月：アジア開発銀行予算・人事・経営システム局長（マニラ）
- 2021年
  - 7月24日：国際局付
  - 7月26日：内閣官房内閣審議官（国家安全保障局）
- 2024年7月5日：関税局長 兼 税関研修所長[2][6]
- 2025年7月1日：内閣審議官（内閣官房副長官補付）兼内閣官房ＴＰＰ等政府対策本部国内調整統括官兼内閣官房海外ビジネス投資支援室長兼内閣官房アジア・ゼロエミッション共同体（AZEC）推進室次長兼内閣官房米国の関税措置に関する総合対策本部事務局次長[7]